# Genivolta
Genivolta – miejscowość i gmina we Włoszech, w regionie Lombardia, w prowincji Cremona.
Według danych na rok 2004 gminę zamieszkiwało 1086 osób, 60,3 os./km².